# Каспаров — Топалов (1999)
Каспаров — Топалов («Безсмертна партія Каспарова») — шахова партія між Гаррі Каспаровим і Веселином Топаловим, яку зіграли на турнірі у Вейк-ан-Зеє 1999 року. Найкраща партія 1999 року за версією журналу «Šahovski informator», одна з найзнаменитіших партій в історії шахів.
Гаррі Каспаров: «Рідкісна комбінація — можливо, найбільш блискуча в моїй шаховій кар'єрі».
Ганс Реє: «Ті, кому пощастило бути присутнім на цій партії, будуть розповідати про неї своїм дітям і онукам, і розповіді ці триватимуть, поки живі шахи!».
Для Каспарова Вейк-ан-Зеє був першим турніром після 11-місяної перерви у виступах. У першому турі Гаррі зіграв унічию з Василем Іванчуком, а потім розпочав серію із 7 перемог, одна з яких була над Веселином Топаловим (Болгарія).